# Yuncler
Yuncler és un municipi de la província de Toledo, a la comunitat autònoma de Castella la Manxa. Limita al sud amb Villaluenga de la Sagra; al nord, amb Yuncos i Cedillo del Condado; al nord-est, amb Numancia; a l'est, amb Pantoja i a l'oest, amb Cedillo.